# Општина Санпаул (Клуж)
Санпаул (рум. Sânpaul) општина је у Румунији у округу Клуж.
Oпштина се налази на надморској висини од 444 m.